# Bryggaren 16

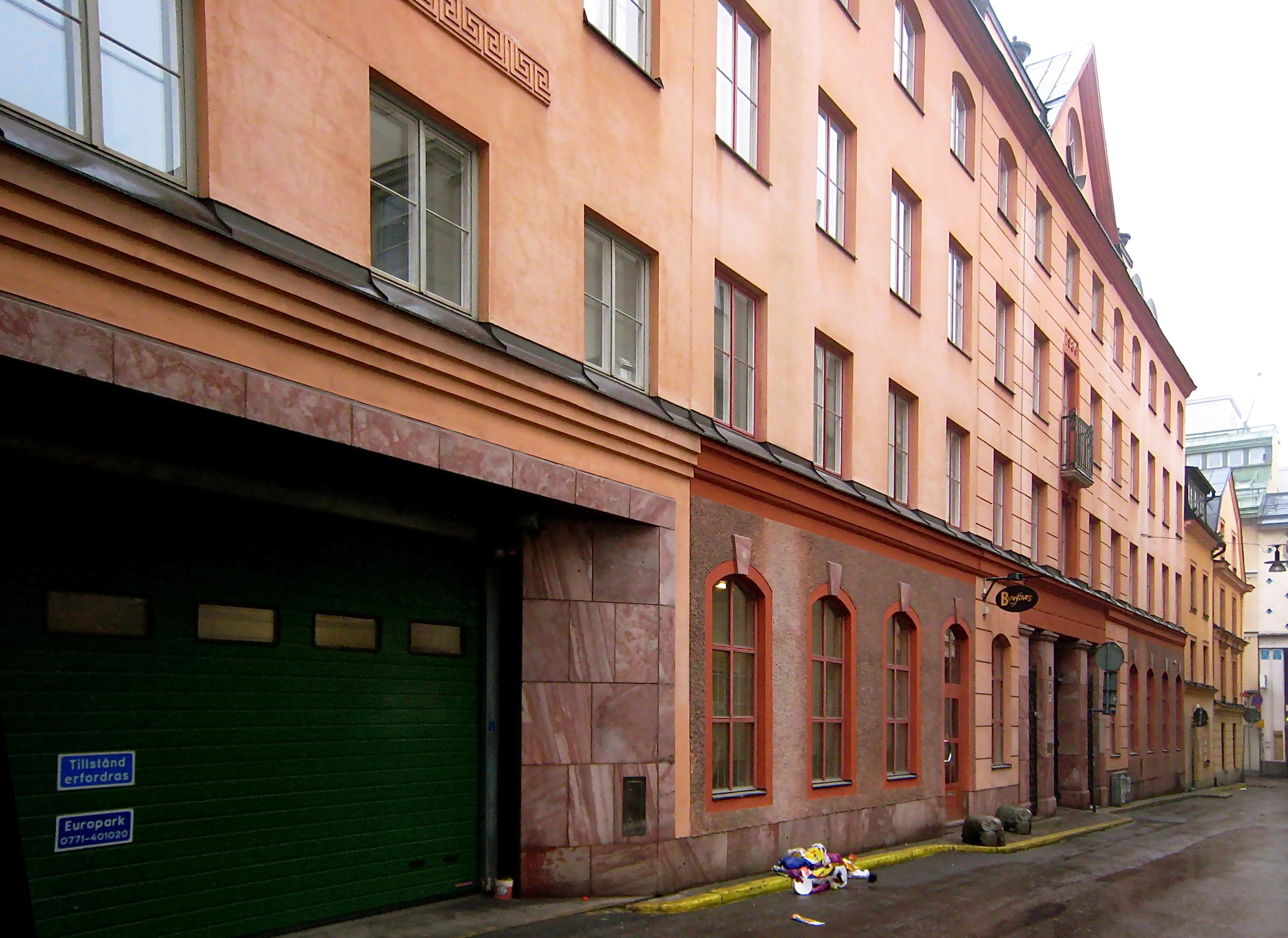
Fasad mot Apelbergsgatan, nära gatans västra ände. Fasadsten av Älvdalskvartsit.

Bryggaren 16 är ett kulturhistoriskt värdefullt kontorskomplex som består av den västra delen av kvarteret Bryggaren på Norrmalm i centrala Stockholm. Komplexet innefattar flera sammanbyggda hus som uppfördes på 1880-talet och som genomgick en omfattande om- och tillbyggnad 1986.

## Byggnaderna
Komplexet har fasader mot Kungsgatan och Apelbergsgatan. Under tillbyggnaden 1986 skedde en betydande ombyggnad och tillbyggnad av nya lokaler på gården.
Arkitekt Malmquist o Skoogh Arkitektkontor och Sune Malmquist.

## Kulturhistorisk klassning
Fastigheten var en av nya fastigheterna på Norrmalm som inventerades av Stockholms stadsmuseum 2007 och en av de 14 nya byggnaderna som blåmärktes, vilket innebär att fastighetens kulturhistoriska värde motsvarar fordringarna för byggnadsminnen i kulturminneslagen.